# Gloria CFR Galați
Gloria CFR Galați was een Roemeense voetbalclub uit de stad Galați.

## Geschiedenis
De club werd in 1932 opgericht onder de naam Gloria CFR Galați na een fusie tussen Șoimii Gloria, opgericht in 1927 en CFR. De club speelde aanvankelijk op regionaal niveau tot de club in 1936 medeoprichter was van de Divizia C (derde klasse). In 1937 promoveerde de club naar de tweede klasse. Na twee seizoenen werd de club kampioen en promoveerde zo naar de hoogste klasse. Gloria werd tiende op twaalf clubs en telde drie punten voorsprong op Juventus Boekarest, dat degradeerde. Het volgende seizoen werd de club voorlaatste. In 1941/-42 was er geen kampioenschap omwille van de Tweede Wereldoorlog. In 1942/43 was er wel een officieus kampioenschap waarin een middenmootplaats behaald werd. Het volgende seizoen werd niet vervolledigd door de oorlog.
Nadat de competitie opnieuw begon werd de club in de tweede klasse ingedeeld. In 1948 nam de club de naam CFR aan en in 1950 Locomotiva. Na enkele middelmatige seizoenen volgde een degradatie in 1951. Locomotiva keerde terug voor het seizoen 1956, maar werd laatste. Een jaar later werd opnieuw de oude naam Gloria CFR aangenomen, maar de club geraakte de volgende jaren niet meer uit de Divizia C. 
In 1970 verdween de club.